# Ciclisme als Jocs Olímpics d'estiu de 1896 - 10 quilòmetres homes
La cursa dels 10 km masculina fou una de les proves de ciclisme en pista que es disputà als Jocs Olímpics de 1896 el dia 11 d'abril de 1896. Constava de 30 voltes a la pista i hi prengueren part 6 ciclistes, un dels quals hagué d'abandonar per problemes físics de resultes d'una caiguda. El vencedor final fou Paul Masson.

## Medallistes
| Or          | Plata        | Bronze       |
| Paul Masson | Léon Flameng | Adolf Schmal |

## Resultats
| Posició | Ciclista                 | Temps            |
| ------- | ------------------------ | ---------------- |
| Or      | Paul Masson              | 17' 54,2"        |
| Argent  | Léon Flameng             | 17' 54,2"        |
| Bronze  | Adolf Schmal             | desconegut       |
| 4       | Joseph Rosemeyer         | desconegut       |
| 5       | Aristidis Konstandinidis | desconegut       |
| -       | Georgios Koletis         | retirat als 7 km |